# Законодательное собрание Мендосы
Законодательное собрание Мендосы — орган законодательной власти провинции Мендоса, Аргентина. Состоит из двух палат: Палаты депутатов, включающей 48 членов, и Палаты сенаторов — 38 членов. Законодатели избираются на четыре года; выборы проходят каждые два года. 
Палаты собираются на очередные сессии ежегодно с 1 мая по 30 сентября и имеют полномочия их продлевать на срок до 30 дней. Заседания обеих палат являются открытыми, если иное не предусмотрено законодательством.

## Избирательные округа
| Избирательный округ | Департаменты                                                   | Депутаты | Сенаторы | Карта |
| ------------------- | -------------------------------------------------------------- | -------- | -------- | ----- |
| 1-й                 | - Мендоса - Гуаймаллен - Лас-Эрас - Лавалье                    | 16       | 12       |       |
| 2-й                 | - Хунин - Ла-Пас - Майпу - Ривадавия - Санта-Роса - Сан-Мартин | 12       | 10       |       |
| 3-й                 | - Годой-Крус - Лухан-де-Куйо - Сан-Карлос - Тунуян - Тупунгато | 10       | 8        |       |
| 4-й                 | - Хенераль-Альвеар - Маларгуэ - Сан-Рафаэль                    | 10       | 8        |       |
| Общий               | Общий                                                          | 48       | 38       |       |

## Палата сенаторов
Палата сенаторов формируется путём прямых выборов; число сенаторов не может превышать сорока. Ни один избирательный округ не имеет права избрать менее шести сенаторов. Срок пребывания в должности — четыре года с возможностью переизбрания. Выборы проходят каждые два года. Палата сенаторов назначает временного президента для председательства в нём в отсутствие вице-губернатора или когда последний исполняет функции губернатора.

## Палата депутатов
Палата депутатов формируется по итогам голосования жителей избирательных округов, на которые разделена провинция, путём проведения прямых выборов; общее число депутатов не может превышать 50. Ни один избирательный округ не имеет права избрать менее восьми депутатов. Срок пребывания в должности — четыре года с возможностью переизбрания. Выборы проходят каждые два года.
В настоящее время Палата депутатов состоит из 48 членов.

## Здание
Здание законодательного собрания Мендосы является объектом культурного наследия провинции. Основание было заложено в 1889 году. Возведено по проекту инженера Федерико Кнолля. Первоначально выполняло функцию общественного клуба для собраний правящего класса. Расположено напротив парка Урбано-Индепенденсия, на пересечении улицы Сармьенто с улицей Либертад. Зданию законодательного собрания более 130 лет. Является одним из старейших строений провинции.
Выполнено во французском стиле. На первом этаже расположены Палаты сенаторов и депутатов, выполненные в греко-римском стиле.